# Војин Андрић
Војин Андрић (Ниш, 3. март 1917 — ?, јесен 1964) био је српски и југословенски правник и адвокат, доктор правних наука, председник Омладинске секције Српског културног клуба, а током Другог светског рата је био шеф Пропагандног одељења (Ратног пресбироа) Врховне команде Југословенске војске у Отаџбини, председник Југословенске равногорске омладине и члан Централног националног комитета.

## Биографија

### Образовање и међуратна каријера
Рођен је 3. марта 1917. године у Нишу, као син књижара Милана Андрића (1865—1948) и Данице Узелац. Завршио је студије на Правног факултету Универзитета у Београду, а касније стекао и титулу доктора правних наука.
Обављао је дужност председника Омладинске секције Српског културног клуба, чији је председник био проф. др Слободан Јовановић, потпредседник академик Драгиша Васић, секретари Васа Чубриловић и Драгослав Страњаковић, а међу члановима Јустин Поповић, Живко Павловић, Владимир Ћоровић, Никола Вулић, Радослав Грујић, Гојко Грђић, Александар Белић, Стеван Јаковљевић, Стеван Мољевић, Младен Жујовић, Сретен Стојановић.
У време демонстрација и пуча 27. марта 1941. године против приступања Тројном пакту, Андрић је држао говоре у Београду.

### Други светски рат
Андрић се јавио као добровољац у Југословенску војску пред Априлски рат 1941. године и распоређен је у 61. аутомобилски батаљон код Подгорице. Након окупације је успео да избегне заробљеништво и враћа се у Београд, где ускоро добија позив академика Драгише Васића да у илегали обнови рад омладинске секције Српског културног клуба. Хапшен је у два наврата крајем 1941. године и ислеђиван у подруму Ратничког дома, али није било довољно доказа против њега, па је оба пута пуштен.
С јесени 1942. године, Андрић одлази у Омладински штаб 501 Југословенске равногорске омладине у селу Лободер. Андрић је на првом конгресу Југословенске равногорске омладине, који је одржан 13. и 14. јануара 1944. године у Прањанима, изабран за члана одбора ЈУРАО при Врховној команди. Убрзо је делегиран у Делиградски корпус, где борави до лета 1944. године. Тамо је био уредник гласила корпуса. Потом, враћа се на службу при Врховној команди и долази на дужност шефа Пропагандног одсека.

### Робија и смрт
Учествовао је у Босанској голготи, а био је један од организатора Равногорске олимпијаде у Дугом Пољу. Добија задатак да поново пређе Дрину са једном мањом групом. Рањен је 1. јула 1945. године у околини Шапца, а потом и заробљен. Војни суд у Београду га је 2. октобра 1945. године осудио на смрт, али је помилован и казна му је преиначена на 20 година робије, коју је провео у Сремској Митровици. Истовремено, у овој тамници су се нашли др Стеван Мољевић, Коста Кумануди, др Ђура Ђуровић…
Андрић је пуштен из затвора у амнестији 1963. године. Cтановао је изнад Славије, да би потом нашао и посао у једној фирми на Теразијама. Оженио се и покушао да емигрира већ 1964. године, па је наводно ухапшен од УДБЕ и убијен на непознатој локацији.

## Судбина породице и наслеђе
Војинова рођена сестра Олга је била удата за пуковника Бранка Наумовића, који је ухапшен од Гестапоа 1942. године због контаката са Југословенском војском у Отаџбини. Преживео је и након рата избегао са Олгом и двоје деце у Сједињене Америчке Државе, где умире 1972. године.
Ратни дневник Војина Андрића писан од септембра до новембра 1944. године, објављен је 2015. године у издању Погледа.